# Baldassarre Avanzini
Baldassarre Avanzini (La Spezia, 1840 – Brianzola, 7 ottobre 1905) è stato un giornalista e scrittore italiano.

## Biografia
Nato a La Spezia, dopo gli studi è a Torino dove inizia una carriera come impiegato del Governo piemontese.
Nel 1865 si trasferisce a Firenze, divenuta nuova capitale del Regno d’Italia, con compiti di segretario prefettizio.
Nel 1866 inizia con successo a collaborare con il giornale «Gazzetta d’Italia» scrivendo articoli sui lavori parlamentari.
Nel 1870 insieme a Giuseppe Augusto Cesana, Francesco De Renzis e Giovanni Piacentini è tra i fondatori del giornale moderato «Il Fanfulla» e poco dopo ne diviene direttore (incarico che rivestirà per più di venti anni).
I suoi articoli, firmati Bino e di piacevole lettura, illustrano la politica attaccando imparzialmente amici ed avversari e gli procurano un buon successo di pubblico.
Nel 1871 la redazione del Fanfulla si trasferisce a Roma. Anche nella nuova capitale il giornale mantiene le sue simpatie per la Destra. 
Quando, nel 1876, si verifica l'avvento al governo della Sinistra il giornale viene a trovarsi all'opposizione e numerosi suoi collaboratori lo abbandonano.

Avanzini continua a mantenere la sua linea di critiche alla moralità della vita politica, ma nel 1891 decide di dimettersi dalla direzione del «Fanfulla» perché ormai in disaccordo con i mutamenti avvenuti nel giornale, che stava diventando un foglio trasformista. 

L'anno successivo fonda «il Torneo» con l’intenzione di farne un giornale d’incontro delle opposte tesi politiche, ma il giornale non riscuote successo e cessa presto le sue pubblicazioni.
Nel frattempo, nel 1878, con Luigi Cesana aveva fondato a Roma il quotidiano «Il Messaggero».
Continua a collaborare con saggi e articoli a vari periodici, per poi ritirarsi a vita privata fino alla morte avvenuta in una piccola località della Brianza.
La sua città natale lo ha ricordato dedicandogli una via del centro cittadino.